# Măgura (okręg Sălaj)
Măgura – wieś w Rumunii, w okręgu Sălaj, w gminie Poiana Blenchii. W 2011 roku liczyła 4 mieszkańców.